# Brief Nocturnes and Dreamless Sleep
Brief Nocturnes and Dreamless Sleep è l'undicesimo album in studio del gruppo musicale statunitense Spock's Beard, pubblicato il 2 aprile 2013 dalla Inside Out Music.

## Tracce
1. Hiding Out – 7:13
2. I Know Your Secret – 7:40
3. A Treasure Abandoned – 8:53
4. Submerged – 4:57
5. Afterthoughts – 6:08
6. Something Very Strange – 8:23
7. Waiting for Me – 12:36

CD bonus nell'edizione speciale
1. The Man You're Afraid You Are – 7:11
2. Down a Burning Road – 6:51
3. Wish I Were Here – 6:33
4. Something Very Strange (Sanctified Remix) – 5:09
5. Postcards from Perdition (Limited Edition bonus track) – 4:27

## Formazione
Gruppo
- Ted Leonard – voce, cori, chitarra
- Alan Morse – chitarre elettriche, chitarre acustiche, cori, pedal steel guitar, lap steel guitar, mandolino, autoharp
- Dave Meros – basso, cori
- Ryo Okumoto – organo, mellotron, piano, sintetizzatore, clavinet, vocoder
- Jimmy Keegan – batteria, percussioni, timpani, cori

Altri musicisti
- John Boegehold – vocoder (CD 1: traccia 6)
- Neal Morse – chitarra aggiuntiva (CD 1: traccia 7)
- Craig Eastman – violino, viola, ghironda (CD 1: traccia 7; CD 2: traccia 2)
- Stan Ausmus – chitarra (CD 2: traccia 1)